# 細螞蝗屬
細螞蝗屬（學名：Leptodesmia）又作細螞蟥屬，是豆目豆科的一屬，包含約4個物種，原生分佈於葛摩、馬達加斯加、澳洲北部及亞洲的熱帶及亞熱帶地區。

## 分類
本屬屬於蝶形花亞科，被歸類於山螞蝗族或者菜豆族山螞蝗亞族，其成員過去大都被歸類於近緣的山螞蝗屬之中。

### 内部分類
本屬已知4個物種如下：
- 博氏細螞蝗 Leptodesmia bojeriana (Baill.) Baker
- 密花細螞蝗 Leptodesmia congesta (Wight) Benth.
- 小葉三點金 Leptodesmia microphylla (Thunb.) H.Ohashi & K.Ohashi
- 佩氏細螞蝗 Leptodesmia perrieri Schindl.

## 外部連結
- 維基物種上的相關：細螞蝗屬